# Plectronidiopsis chilensis
Plectronidiopsis chilensis är en svampart som först beskrevs av Speg., och fick sitt nu gällande namn av Nag Raj 1979. Plectronidiopsis chilensis ingår i släktet Plectronidiopsis, divisionen sporsäcksvampar och riket svampar.   Inga underarter finns listade i Catalogue of Life.